# Chicoana (Salta)
Chicoana is een plaats in het Argentijnse bestuurlijke gebied Chicoana in de provincie  Salta. De plaats telt 8.468 inwoners.